# ليه كووي
ليه كووي (بالإنجليزية: Les Cowie)‏ هو لاعب دوري الرغبي أسترالي، ولد في 17 مايو 1925 في روكامبتون في أستراليا، وتوفي في 20 مايو 1995 في Pagewood, New South Wales ‏ في أستراليا.